# 116. Division (Japanisches Kaiserreich)
Die 116. Division (jap. 第116師団, Dai-116 Shidan) war eine Division des Kaiserlich Japanischen Heeres, die 1938 aufgestellt und 1945 aufgelöst wurde. Ihr Tsūshōgō-Code (militärischer Tarnname) war Sturm-Division (嵐兵団, Arashi-heidan) oder Arashi 6200.

## Geschichte der Einheit
Die 116. Division wurde am 15. Mai 1938 unter dem Kommando von Generalleutnant Shimizu Yoshishige als Karree-Division aufgestellt und bestand aus der 119. Brigade (109. und 120. Infanterie-Regiment) und der 130. Brigade (133. und 138. Infanterie-Regiment) sowie dem 120. Kavallerie-Regiment, dem 122. Feldartillerie-Regiment und dem 116. Pionier- und Transport-Regiment. Das Hauptquartier der ca. 20.000 Mann starken Division lag in Kyōto.
Ab Anfang Juli 1938 wurde die Division in der Gegend von Hangzhou als Teil der 11. Armee zu Besatzungszwecken eingesetzt. Im September wurde sie von der 22. Division abgelöst und, in mehrere Abteilungen aufgeteilt, in die Gegend von Wuhu verlegt. Bis zum Oktober arbeitete sie sich langsam am Jangtsekiang flussaufwärts vor, wobei sie einen Kleinkrieg gegen chinesische Partisanen führte, während die Hauptkräfte der 11. Armee die Schlacht um Wuhan schlugen. Anfang 1939 war sie an der Ostküste des Poyang-Sees stationiert.
Im Oktober 1939 war sie bei Jiujiang im Einsatz und war der 13. Armee unterstellt. Sie verbrachte die folgenden Monate in den Provinzen Hupeh, Anhwei und Kiangsi als Garnisonseinheit und mit der Bekämpfung von Partisanen. In der chinesischen Winteroffensive von 1939–1940 wurde sie von Truppen der 3. Militärregion angegriffen, wobei sie sich mit Hilfe von zur Unterstützung gesandten Teilen der 106. Division behaupten konnte. Im April 1940 unternahm sie ihrerseits einen Angriff auf Qingyang, Provinz Anhui. Zusammen mit anderen Divisionen zerschlug sie dabei die Hauptmacht der chinesischen 25. Armee.
Im März 1943 wurde die 116. Division in eine Triangulare Division vom Typ B „Standard“ umgewandelt, wobei sie ihr 138. Regiment an die 31. Division abgab.
Im Januar 1944 wurde das Hauptquartier der Infanterie-Gruppe der Division entnommen, um den Grundstock für die 7. Selbstständige Infanterie-Brigade zu bilden.

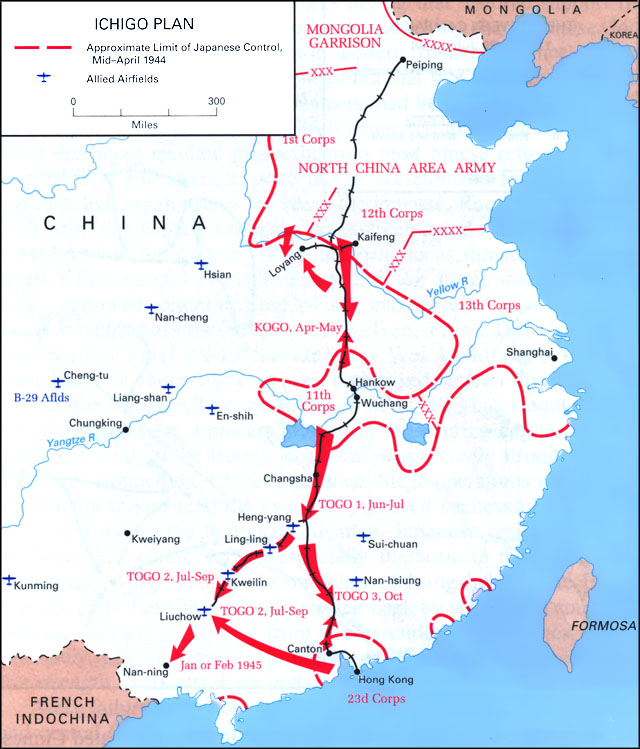
Die Bewegungen japanischer Truppen während der Operation Ichi-gō

Vom 17. April bis 11. Dezember 1944 war die 116. Division an der Operation Ichi-gō beteiligt, an der insgesamt 23 Divisionen mit über 400.000 Soldaten beteiligt waren. Im Mai kam es zur vierten Schlacht um Changsha, die dieses Mal, nach dem die drei vorangegangenen Schlachten um die Stadt verlustreich abgeschlagen worden waren, siegreich für die Japaner ausging. Nach Einnahme von Changsha griff die 116. zusammen mit der 68. Division am 22. Juni die Stadt Hengyang an, die von der Nationalrevolutionären Armee schwer befestigt worden war. Die Schlacht um Hengyang vom 22. Juni bis zum 8. August 1944 war die längste Schlacht um eine Stadt während des Zweiten Chinesisch-Japanischen Krieges. Nachdem die Heeresluftstreitkräfte die Stadt mit Brandbomben belegt hatten, erfolgte der Angriff der Infanterie. Die Chinesen hatten ihre Verteidigung mit überschneidenden Feuerzonen aufgebaut, sodass die japanischen Verluste schnell anstiegen. Verstärkt durch drei weitere Divisionen erhöhten die Japaner den Druck auf die chinesischen Verteidiger, und Hengyang fiel am 8. August. Von den 110.000 angreifenden Japanern waren ca. 30.000 gefallen oder verwundet worden.
Nach Ende der Kampfhandlungen um Hengyang verblieben die Reste der 116. Division in der Gegend, und 1945 wurde die Division aufgelöst.

## Gliederung

### 1938
Aufstellung am 15. Mai 1938 als Karree-Division wie folgt:
- 116. Infanterie-Divisionsstab
  - 116. Stab der Infanterie-Gruppe
  - 119. Brigade
    - 109. Infanterie-Regiment
    - 120. Infanterie-Regiment

  - 130. Brigade
    - 133. Infanterie-Regiment
    - 138. Infanterie-Regiment

  - 120. Kavallerie-Regiment
  - 122. Feldartillerie-Regiment
  - 116. Pionier-Regiment
  - 116. Transport-Regiment
  - 116. Signal-Einheit
  - 116. Sanitäts-Einheit

### 1943
Im März 1943 erfolgte die Umgliederung zu einer Typ B „Standard“ Division als Triangulare Division wie folgt:
- 116. Divisionsstab (350 Mann)
  - 116. Stab der Infanterie-Brigade (50 Mann)
    - 109. Infanterie-Regiment (3275 Mann)
    - 120. Infanterie-Regiment (3275 Mann)
    - 133. Infanterie-Regiment (3275 Mann)

  - 120. Kavallerie-Bataillon (600 Mann)
  - 122. Feldartillerie-Regiment (2100 Mann; 36 75-mm-Gebirgsgeschütze)
  - 116. Pionier-Regiment (900 Mann)
  - 116. Signal-Einheit (240)
  - 116. Transport-Regiment (1810 Mann)
  - 116. Versorgungs-Kompanie (80 Mann)
  - 116. Feldhospital (Ein Feldhospitaler mit 250 Mann)
  - 116. Wasserversorgungs- und -aufbereitungs-Einheit (235 Mann)
  - 116. Veterinär-Hospital (120 Mann)
  - 116. Sanitäts-Einheit (1110 Mann)

Gesamtstärke: 17.771 Mann

## Führung
Divisionskommandeure
- Shimizu Yoshishige, Generalleutnant: 15. Mai 1938 bis 19. Mai 1939
- Shinohara Seiichiro, Generalleutnant: 19. Mai 1939 bis 15. Oktober 1941
- Takeuchi Shuniiro, Generalleutnant: 15. Oktober 1941 bis 10. Juni 1943
- Hiroshi Iwanaga, Generalleutnant: 10. Juni 1943 bis 9. März 1945
- Hishida Motoshiro, Generalleutnant: 9. März 1945 – August 1945